# Joseph G. Rosa
Joseph G. Rosa – angielski historyk Dzikiego Zachodu, autor, główny biograf Dzikiego Billa Hickoka. Biograf szeregu innych postaci tego okresu i historyk pojedynków rewolwerowców.
Od lat 50. prowadzi badania w Wielkiej Brytanii i w Stanach Zjednoczonych, gdzie uzyskał poparcie rodziny Hickocka i dostęp do rodzinnego archiwum. Udziela się na corocznych konferencjach Western History Association. Jest byłym lub aktualnym prezesem organizacji Westerners International i English Westerner's Society. Jest członkiem (ang.: fellow) Royal Society of Arts.

### Książki własnego autorstwa
- Some shooting, Mr. Hickok! (1958)
- They Called Him Wild Bill: The Life and Adventures of James Butler Hickok (1964)
- Alias Jack McCall: A Pardon or Death? (1967)
- Gunfighter (1969)
- The Gunfighter: Man or Myth? (1969)
- Wild Bill Hickok, peacemaker (1973)
- Colonel Colt, London: The history of Colt's London firearms, 1851-1857 (1976)
- Gun law: A study of violence in the Wild West (1977)
- J.B. Hickok, Deputy U.S. marshal (1979)
- Cowboy The Man and The Myth (1980)
- The Taming of the West, Age of the gunfighter, Men and Weapons On The Frontier 1840-1900 (1993)
- The West of Wild Bill Hickok (1994)
- Guns of the American West (1985)
- Colt Revolvers and the Tower of London (1998)
- Age of the Gunfighter: Men and Weapons on the Frontier, 1840–1900 (1999)
- Jack McCall, Assassin: An Updated Account of His Yankton Trial, Plea for Clemency, and Execution (1999)
- Wild Bill Hickock: The Man and His Myth (1996, 2007)
- Wild Bill Hickok Gunfighter: An Account of Hickok's Gunfights (2001)
- Wild Bill Hickok: Sharpshooter and U.S. Marshal of the Wild West (The Library of American Lives and Times) (2004)

### Jako współautor
- The Pleasure of Guns : The Intricate and Beautiful Work of Famous Gunsmiths (1974)
- Gunsmoke: Study of Violence in the Wild West (1977)
- Illustrated History of Guns and Small Arms (1978)
- California Joe: Noted Scout and Indian Fighter (1987)
- Buffalo Bill and His Wild West (1989)
- Rowdy Joe Lowe: Gambler with a Gun (1989)
- The West From Lewis and Clark to Wounded Knee: The Turbulent Story of the Settling of Frontier America (1995)
- Gun Law: A Study of Violence in the Wild West
- Cowboy: The Man and the Myth
- Triggernometry: a Gallery of Gunfighters with Technical Notes, too, on Leather Slapping as a Fine Art, gathered from many a Loose Holstered Expert over the years (1996)
- The West (1997)
- Wild West Trilogy (2000)
- Pioneer Settlers of Troy Grove, Illinois + Another Man Named Hickok (2001)
- Why the West Was Wild: A Contemporary Look at the Antics of Some Highly Publicized Kansas Cowtown Personalities (2003)